# スティーヴン・S・デナイト
スティーヴン・S・デナイト（Steven S. DeKnight、1964年4月8日 - ）は、アメリカ合衆国の脚本家、テレビディレクター、テレビプロデューサー、映画監督。

## キャリア
Starzのテレビドラマ『スパルタカス』で企画、脚本、製作総指揮を務めたことで知られている。この他にも『スパルタカス ゴッド・オブ・アリーナ』『スパルタカスII』『スパルタカスIII ザ・ファイナル』も手掛けている。
『スパルタカス』以前には『ヤング・スーパーマン』『バフィー 〜恋する十字架〜』『エンジェル』などに参加していた。また、『Predators and Prey』の一シリーズ「Swell」や、ジョス・ウェドンが手掛けた『ドールハウス』のプロデューサーも務めた。
2014年5月、Netflixが製作するマーベルコミックスの同名キャラクターを描いたドラマシリーズ『デアデビル』で、映画「シニスター・シックス」を監督するために降板となった ドリュー・ゴダードから引き継ぎショーランナーを務めることが発表された。彼が製作総指揮、監督、脚本を務めた同作は視聴者、批評家によって高評価を得られた。
2015年には『トランスフォーマー』シリーズのライターズ・ルームに脚本家の一人として参加した。
2016年2月には、ギレルモ・デル・トロに代わり映画『パシフィック・リム: アップライジング』の監督を務めることが発表された。